# Rodrigo Leal
Rodrigo Amaral Fernandes, mais conhecido como Rodrigo Leal (São Paulo, 12 de outubro de 1975), é um músico, produtor, arranjador e diretor artístico brasileiro, filho do falecido cantor português Roberto Leal.
Natural de São Paulo, Brasil, o cantor que tem mais de 35 anos de carreira tem seu nome indissociável ao do grupo Hot Stuff, da banda Muita Lôco e da banda Junk no Brasil e atualmente aos NOIDZ. Produziu inúmeros projetos no Brasil e em Portugal, criou e produziu vários genéricos e temas de novela para todas as emissoras de Portugal, sendo hoje diretor artístico e produtor musical da TVI e da CNN em Portugal. Em publicidade, peças para clientes como McDonalds, Coca-Cola, Sprite, Sony, Nestlé, Toyota, Visa, etc.

## Produção
Como produtor já conta com uma extensa lista de singles e álbuns produzidos, entre eles destacam-se no eixo Brasil - Portugal os seguintes artistas com quem trabalhou: Adelaide Ferreira, Alcione, Carlinhos Brown, Claude, Dulce Pontes, D’ZRT, Elba Ramalho, Fat Family, Fernando Girão, Heróis do Rock, Jacinta, Joana Pessoa, Joanna, Jorge Aragão, Kalashnikov, Kátia Guerreiro, Lúcia Moniz, Luciana Abreu, Luka, Mafalda Arnauth, Martinho da Vila, Moli Beat, Nancy Vieira, Nucha, Orlanda Guilande, Pedro Bargado, Quim Barreiros, RAP, Rita Guerra, Roberto Leal, Rui Bandeira, Sitiados, Teresa Radammanto, Terra Samba, Tim (Xutos & Pontapés), IRIS, Tito Paris, Vanessa, Vitorino.

## Publicidade
Rodrigo Leal criou a linha musical todos os temas 
Originais, separadores da CNN Portugal, desde a abertura do canal em 2021.
```
já trabalhou com todas as emissoras de 
Portugal
, criando genéricos para programas como 
Big Brother
,
GOUCHA
,
DOIS AS DEZ
,
EM FAMÍLIA
,
MORANGOS COM AÇUCAR 2023
,
TRIANGULO
,
CASAMENTO MARCADO
,[A EX-PERIÊNCIA]] 
Masterchef
, 
Quinta das celebridades
, 
A tarde é sua
, 
Você na tv
 Europeu 
TVI
 2008, Futsal 
SIC
, 
TVI
 (separadores e jingles), 
Doce Fugitiva
, Mundial de Futebol 2006, Diário do Mundial, Minuto do Mundial, 
Superliga
, 
Morangos com Açúcar
, 
Roda dos Milhões
, 
Big Show SIC
, 
Bueréré
, 
Muita Lôco
, 
Mistura Fina
, 
SIC Notícias
, 
SIC Radical
 e 
SIC Mulher
. No Brasil trabalhou com emissoras como 
Rede Globo
, 
Rede Bandeirantes
, 
SBT
 e 
MTV
.
```

Rodrigo Leal também produziu e deu voz a temas para novelas brasileiras e portuguesas, entre elas: Morangos Com Açúcar (genéricos série 5,6 e 8, Doce Fugitiva (toda a banda sonora), New Wave, Mistura Fina (genérico), Doce tentação, Massa fresca Celebridades, Floribella, Senhora do Destino, Agora É Que São Elas, Sabor da Paixão, Da Cor do Pecado, América, O Diário de Sofia, Mulheres Apaixonadas, Mistura Fina, Belíssima, Sinhá Moça. Somam-se ao todo mais de 1500 músicas editadas e mais de 4 milhões e meio de discos vendidos. Em publicidade realizou peças para clientes como:ENDEMOL,SP TELEVISÃO, FREMANTLE, PT Comunicações, Media capital, Fundação Champalimaud, Empresa Digital, Liga Portuguesa contra o cancro, Coca Cola, Sprite, Nestlé, Häagen-Dazs, Fiat, Sony, Toyota, Wrangler, Visa/Mastercard, Wickbold, Chevrolet e McDonald's. Produziu spots e vinhetas publicitárias para a Rádio Cidade em Portugal e para rádios no Brasil como: Mix FM, Transamérica e Jovem Pan.

## ObjetivoRock In Rio
Em 2004 Rodrigo Leal organizou juntamente com a equipa da Som Livre e Rock In Rio Lisboa um dos maiores concursos de novas bandas realizados em Portugal, o “Escalada Do Rock”. Foi responsável pela seleção de 10 bandas por entre mais de 800 maquetas recebidas. Os finalistas participaram de um programa especial na rede de televisão privada SIC onde foi escolhido o vencedor - a banda Civic – que como prêmio tocou no palco principal do festival no dia encabeçado pelos norte-americanos Metallica, e ainda viu seu CD e DVD de estreia lançado pela editora Som Livre.

## CD “Mulher Passa A Palavra“
Rodrigo foi convidado pela Laranja Mecânica e pela Liga Portuguesa Contra o Cancro para produzir o tema “Woman” de John Lennon, com as vozes de diversas cantoras portuguesas. Esse foi o tema da Campanha contra o Cancro do Colo do Útero em 2008/2009 e atingiu o galardão de disco de ouro (parte das receitas reverte a favor da Liga Portuguesa Contra o Cancro).
Participaram do CD: Adelaide Ferreira, Ana Moura, Claude, Dulce Pontes, Jacinta, Joana Pessoa, Kátia Guerreiro, Lúcia Moniz, Susana Félix, Mafalda Arnauth, Nancy Vieira, Rita Guerra, Teresa Salgueiro e Xana.

## Formação musical
- Curso completo de Bateria e Percussão no C.L.A.M. (Centro Livre de Aprendizado Musical) - Zimbo Trio - São Paulo - Brasil
- Pós-graduação de ritmos latinos (Escola Tito Puentes Percussion - Porto Rico - Cuba - Venezuela) - São Paulo - Brasil
- Curso completo de Piano - Hot Clube de Portugal - Lisboa - Portugal

Ao longo de duas décadas, Rodrigo Leal participou como músico em diversos espetáculos e gravações profissionais, tocando os seguintes instrumentos: Bateria, Percussão, Guitarra Acústica, Eléctrica, Baixo, Sitar, Cavaquinho, Guitarra Portuguesa, Bouzuki, Banjo, Bandolim, Harmônica, Piano, Acordeão, Flauta Doce, Teclados e Sintetizadores.

## Discografia
- Hot Stuff – Kind of Crime (1992/93, Warner Music)
- Hot Stuff – Things Like That (1994, Vidisco)
- Banda Muita Lôco - Muito Lôco (1995, Megadiscos/Sony)
- Rodrigo Leal – Hora de Igualdade (1996, Som Livre)
- Junk – Junk (2000, EMI)
- Junk – Reciclado (2002, Som Livre)
- Noidz - The great scape (2008, Som Livre)
- Noidz - 2012 (2012, JBJ)
- Hot Stuff (banda) - 20 anos (2013, Vidisco